# Referendum in Finnland 1994 über den Beitritt zur Europäischen Union

Beitrittsverhandlungen zur EU 1992–94:

Am 16. Oktober 1994 fand in Finnland ein Referendum über den Beitritt zur Europäischen Union statt. 56,9 % der Abstimmenden votierten für den von der Regierung befürworteten Beitritt zur Europäischen Union (EU).

## Vorgeschichte
Nach dem Zerfall der Sowjetunion und des von ihr beherrschten Ostblocks in den Jahren 1989–1991 eröffneten sich für die Staaten Ostmitteleuropas und Nordosteuropas neue politische Möglichkeiten und Perspektiven. Finnland hatte zwar nicht zum Ostblock gehört, jedoch trotz seines westlich-demokratischen Gesellschaftssystems aufgrund seiner geografischen Lage in direkter Grenze zur Sowjetunion eine strikte Politik der Blockfreiheit verfolgt. Mit der Sowjetunion unterhielt Finnland enge wirtschaftliche Beziehungen. Gleichzeitig war es Mitglied der europäischen Freihandelszone EFTA.

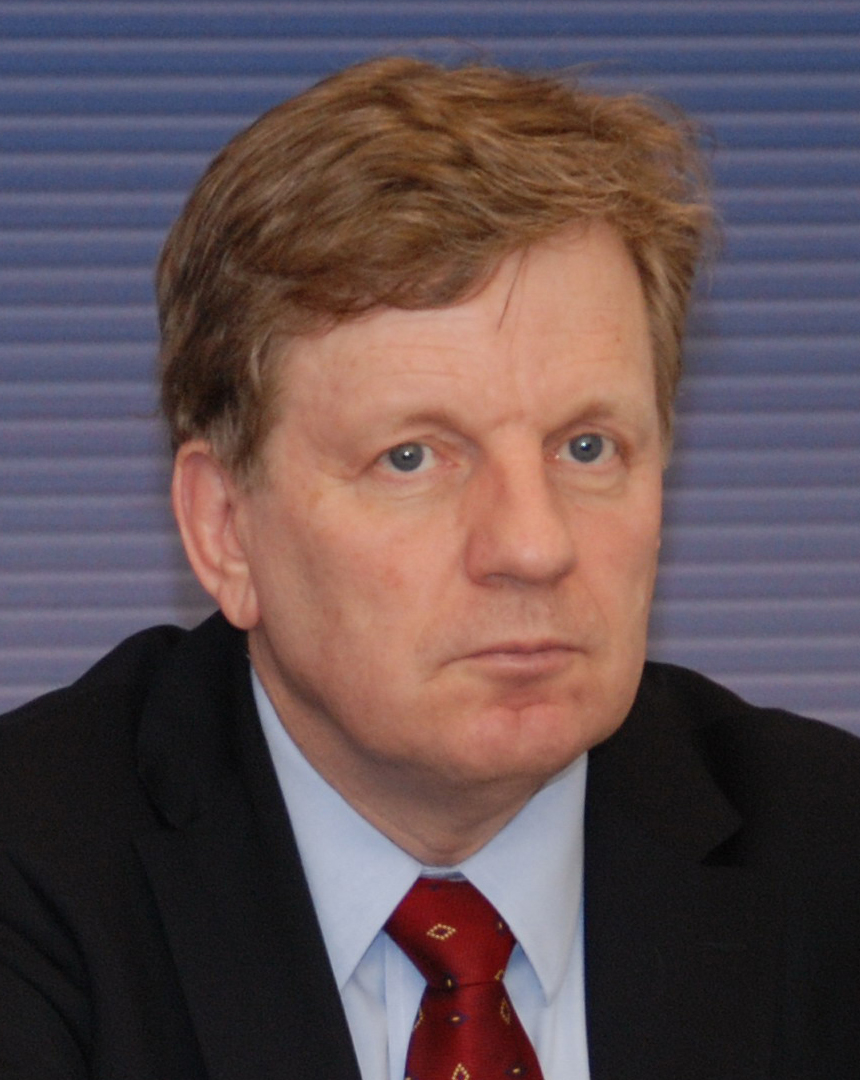
Esko Aho (Zentrumspartei, Foto von 2010), Ministerpräsident Finnlands 1990 bis 1995

Angesichts der politischen Umbrüche 1989 schlug EG-Kommissionspräsident Jacques Delors die Bildung einer europäischen Freihandelszone, eines Europäischen Wirtschaftsraums (EEA) von Europäischer Gemeinschaft und EFTA-Staaten vor. Die finnische Regierung und öffentliche Meinung in Finnland schienen zunächst mit dieser EEA-Perspektive zufrieden, jedoch kam das Thema einer möglichen EG-Mitgliedschaft immer wieder auf die politische Tagesordnung. Während einer Fernsehdebatte einen Tag vor der Parlamentswahl in Finnland 1991 wurden Spitzenpolitiker verschiedener Parteien gefragt, ob Finnland in den kommenden vier Jahren die EG-Mitgliedschaft beantragen solle. Vertreter der Sozialdemokraten, der Zentrumspartei und des Linksbündnisses antworteten mit „Nein“. Die Konservativen und Grünen enthielten sich und ein „Ja“-Votum wurde durch die Schwedische Volkspartei, die Liberalen, die Konstitutionalisten und kleinere Gruppen geäußert.
Die Verhandlungen zwischen EG und EFTA zogen sich in die Länge. In den Jahren 1990 und 1991 stellten zudem zwei EFTA-Staaten – Österreich und Schweden – direkte Aufnahmeanträge in die Europäische Gemeinschaft. Nach dem fehlgeschlagenen Augustputsch 1991 in der Sowjetunion erklärten die drei baltischen Staaten Estland, Litauen und Lettland ihre Unabhängigkeit von der Sowjetunion. In Finnland begann ein Umdenken und im März 1992 gab die finnische Regierung unter Esko Aho offiziell bekannt, dass Finnland Beitrittsverhandlungen mit der EG aufnehmen werde und am 18. März 1992 stimmte das finnische Parlament dem zu.
Die Argumente der Mitgliedschaftsbefürworter zielten vor allem auf die angenommene verbesserte politische Stabilität und Sicherheit Finnlands bei einer Mitgliedschaft in Zeiten des politischen Umbruchs in Europa sowie auf wirtschaftliche Vorteile. Insbesondere die politische Instabilität des benachbarten Russlands betrachteten viele Finnen mit Sorge. Bei der Parlamentswahl in Russland 1993 schnitt die rechtsextreme Bewegung von Wladimir Schirinowski weit besser ab als zuvor erwartet. Zeitgleich gewannen die EU-Mitgliedschaftsbefürworter in Finnland in den Meinungsumfragen vorübergehend fast 20 % hinzu. Die Gegner der Mitgliedschaft führten vor allem den Verlust an Souveränität und die einseitige Bindung Finnlands an den Westen, sowie eventuelle wirtschaftliche Nachteile vor allem für die Landwirtschaft an. In Meinungsumfragen zeigte sich eine deutliche Altersabhängigkeit in der Einstellung zur Frage der EU-Mitgliedschaft. Jüngere Wähler waren mehrheitlich deutlich dafür, ältere dagegen. Je höher der Bildungsabschluss der Befragten, desto höher war auch die Zustimmung zur Mitgliedschaft. Wähler bürgerlicher Parteien sprachen sich deutlich für die Mitgliedschaft aus, bei den Anhängern der Sozialdemokraten gab es eine knappe Mehrheit dafür, die Grünen waren gespalten und die Linksorientierten gegen die Mitgliedschaft. Männer waren eher geneigt für die Mitgliedschaft zu stimmen als Frauen.
Am 1. Februar 1993 nahm Finnland zusammen mit Österreich und Schweden Verhandlungen mit der EG auf. Da viele Probleme schon im Rahmen der vorangegangenen EEA-Verhandlungen geklärt worden waren, schritten die Verhandlungen zügig voran und kamen am 1. März 1994 zum offiziellen Abschluss. Norwegen nahm seine Verhandlungen mit der EU separat auf. Alle vier Staaten entschieden sich, Volksabstimmungen über den EU-Beitritt durchzuführen. Formell hatte die Abstimmung in Finnland jedoch nur einen konsultativen Status, jedoch wurde ihr ein hohes politisches Gewicht beigemessen.
Dem finnischen Referendum ging die Volksabstimmung in Österreich am 12. Juni 1994 voraus, bei der sich die Wähler mit großer Mehrheit von 66,6 % für den EU-Beitritt aussprachen.
Die im Referendum am 16. Oktober 1994 gestellte Frage „Soll Finnland im Rahmen der getroffenen Vereinbarungen der Europäischen Union beitreten?“ lautete in den beiden Landessprachen Finnisch und Schwedisch:

„Tuleeko Suomen liittyä Euroopan unionin jäseneksi neuvotellun sopimuksen mukaisesti?“

„Bör Finland bli medlem av Europeiska unionen i enlighet med det avtal som förhandlingarna har lett till?“

Die Frage war mit „Kyllä“/„Ei“ bzw. „Ja“/„Nej“ zu beantworten.

## Ergebnisse
Die Wahlbeteiligung lag bei 70,79 % und damit unter der der vorangegangenen Präsidentschaftswahl am 16. Januar und 6. Februar 1994 (78 %) aber über der der Parlamentswahl 1991 (68 %). Tendenziell war die Zustimmung zum Beitritt vor allem im Süden ausgeprägt. Die höchste Zustimmung von 87,8 % gab es in der Gemeinde Kauniainen, die niedrigste mit 19,4 % in Ullava.

Kartografische Darstellung der Ergebnisse des Referendums. Zahlenmäßig dargestellt ist der Anteil an „Ja“-Stimmen, d. h. Befürwortung der EU-Mitgliedschaft

| Region                                                  | Wahl- berechtigte | Wähler    | Beteiligung (in %) | Ungültige (in %)† | Stimmen (Zahl) | Stimmen (Zahl) | Stimmen in % | Stimmen in % |
| Region                                                  | Wahl- berechtigte | Wähler    | Beteiligung (in %) | Ungültige (in %)† | Ja             | Nein           | Ja           | Nein         |
| ------------------------------------------------------- | ----------------- | --------- | ------------------ | ----------------- | -------------- | -------------- | ------------ | ------------ |
| Südsavo                                                 | 133.861           | 90.816    | 67,84              | 0,41              | 49.268         | 41.167         | 54,48        | 45,52        |
| Nordsavo                                                | 197.171           | 135.588   | 68,77              | 0,36              | 65.127         | 69.960         | 48,21        | 51,79        |
| Nordkarelien                                            | 134.302           | 89.809    | 66,87              | 0,42              | 42.919         | 46.516         | 47,99        | 52,01        |
| Kainuu                                                  | 71.862            | 50.880    | 70,8               | 0,40              | 18.016         | 32.663         | 35,55        | 64,45        |
| Uusimaa                                                 | 899.718           | 700.261   | 77,83              | 0,45              | 493.811        | 203.333        | 70,83        | 29,17        |
| Itä-Uusimaa                                             | 64.545            | 48.708    | 75,46              | 0,49              | 30.760         | 17.708         | 63,46        | 36,54        |
| Varsinais-Suomi                                         | 330.644           | 248.801   | 75,25              | 0,47              | 140.209        | 107.422        | 56,62        | 43,38        |
| Kanta-Häme                                              | 126.245           | 93.897    | 74,38              | 0,55              | 53.125         | 40.258         | 56,89        | 43,11        |
| Päijät-Häme                                             | 152.136           | 111.221   | 73,11              | 0,42              | 68.596         | 42.147         | 61,94        | 38,06        |
| Kymenlaakso                                             | 150.492           | 109.439   | 72,72              | 0,41              | 72.173         | 36.807         | 66,23        | 33,77        |
| Südkarelien                                             | 109.178           | 78.484    | 71,89              | 0,42              | 49.722         | 28.432         | 63,62        | 36,38        |
| Mittelfinnland                                          | 195.490           | 141.062   | 72,16              | 0,42              | 66.813         | 73.663         | 47,56        | 52,44        |
| Südösterbotten                                          | 150.585           | 113.272   | 75,22              | 0,37              | 43.945         | 68.910         | 38,94        | 61,06        |
| Österbotten                                             | 129.832           | 99.703    | 76,79              | 0,57              | 50.318         | 48.817         | 50,76        | 49,24        |
| Satakunta                                               | 189.002           | 140.400   | 74,28              | 0,47              | 70.541         | 69.192         | 50,48        | 49,52        |
| Pirkanmaa                                               | 330.297           | 247.180   | 74,84              | 0,49              | 134.719        | 111.248        | 54,77        | 45,23        |
| Mittelösterbotten                                       | 52.361            | 40.025    | 76,44              | 0,43              | 17.036         | 22.815         | 42,75        | 57,25        |
| Nordösterbotten                                         | 249.932           | 180.451   | 72,2               | 0,46              | 82.658         | 96.961         | 46,02        | 53,98        |
| Lappland                                                | 149.718           | 108.205   | 72,27              | 0,39              | 51.117         | 56.675         | 47,42        | 52,58        |
| Ålandinseln                                             | 18.752            | 11.483    | 61,24              | 1,34              | 5.885          | 5.444          | 51,95        | 48,05        |
| Finnen im Ausland                                       | 206.484           | 22.156    | 10,73              | 0,28              | 13.968         | 8.123          | 63,23        | 36,77        |
| Finnland††                                              | 4.042.607         | 2.861.841 | 70,79              | 0,45              | 1.620.726      | 1.228.261      | 56,89        | 43,11        |
| Quelle: European Eclection Database, Universität Bergen |                   |           |                    |                   |                |                |              |              |

† bezogen auf die Zahl der Wähler
†† ohne Finnen im Ausland

## Nach dem Referendum
Finnland trat am 1. Januar 1995 im Rahmen der sogenannten „EFTA-Erweiterung“ der Europäischen Union bei.
Das Land hatte mehrfach die EU-Ratspräsidentschaft inne, so von Juli bis Dezember 1999, Juli bis Dezember 2006 und Januar bis Juli 2020. In den Anfangsjahren der Mitgliedschaft erfreute sich diese einer beträchtlichen Popularität. Finnland trat auch im Gegensatz zum benachbarten Schweden und zu Dänemark der Eurozone bei. Alle finnischen Regierungen haben wiederholt Bekenntnisse zur Mitgliedschaft des Landes in der Europäischen Union abgegeben, dabei aber durchaus auch Verbesserungsbedarf hinsichtlich des Funktionierens der EU-Institutionen angemahnt.